# گورستان جوب گوهر
گورستان جوب گوهر، نام یک گورستان و محوطه باستان‌شناسی در دشت ایوان استان ایلام است. در سال ۱۹۷۷، تعداد ۶۶ گور غارت‌زده توسط یک هیئت باستان‌شناسی بلژیکی، به رهبری لویی واندنبرگ کاوش شد. این گورستان در دشت ایوان، استان ایلام، در میان زمینهای کشاورزی کنار رودخانة گنگیر، حدود ۲۰۰متری شمال شرقی روستای جوب‌گوهر واقع شده‌است.

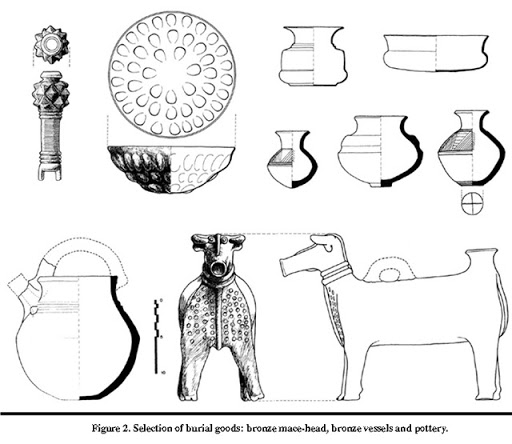
طرح اشیای یافت شده در گورستان جوب گوهر بر اساس یافته‌های واندنبرگ

براساس شیوه تدفین واشیای یافت شده این دو محوطه متعلق به عصر آهن III می‌باشند و با گورستان‌های پشتکوه (ایلام) مانند: ورکبود، پای کل، کتل گل گل، کل ولی، کله نسار ، چمژی مومه ی، بردبال و شورابه قابل مقایسه می باشندکه خود بیانگر وجود همگونی فرهنگی در این دوره است. 